# 골든일레븐
《골든일레븐》은 tvN에서 2020년부터 방송되고 있는 축구 유망주 선발 프로그램이다. 1400여명 중 서바이벌 형식으로 최종 11명을 뽑게 된다.

## 최종 선발
| 시즌1    | 시즌2  | 시즌3  |
| -------- | ------ | ------ |
| 강창희   | 정지훈 | 박준희 |
| 이종화   | 최재혁 | 김동주 |
| 한승희   | 한승민 | 박종선 |
| 이사무엘 | 박성현 | 배호진 |
| 안선현   | 한정빈 | 오태준 |
| 강창화   | 김태호 | 이주찬 |
| 한국희   | 김지후 | 임지성 |
| 최예준   | 김건우 | 장준우 |
| 정권     | 장한나 | 전아현 |
| 이시영   | 윤다원 | 정유찬 |
| 김훈     | 백건   | 최현   |